# Nachikatsuura
Nachikatsuura (japanska: 那智勝浦町?, Nachikatsuura-chō) är en landskommun (köping) på Kiihalvön i sydöstra delen av Wakayama prefektur i Japan. Ett antal platser i kommunen ingår i världsarvet Heliga platser och pilgrimsvägar i Kiibergen. 